# El Toro, Balearerna
El Toro är en ort i Spanien.   Den ligger i regionen Balearerna, i den östra delen av landet, 500 km öster om huvudstaden Madrid. El Toro ligger 38 meter över havet och antalet invånare är 1 545.
Terrängen runt El Toro är platt åt sydost, men norrut är den kuperad. Havet är nära El Toro åt sydväst.  Närmaste större samhälle är Palma de Mallorca, 17,2 km nordost om El Toro. 